# The Seekers
The Seekers var en pop/folk-gruppe fra Australien. Gruppen blev opløst, da Judith Durham, der var gruppens forsanger, forlod gruppen i 1968.
Gruppen genopstod omkring 1994.

## Gruppen bestod af
- Judith Durham, (født 3. juli 1943, død 5. august 2022) forsanger, klaver, tamburin
- Athol Guy, (født 3. januar 1940) kontrabas, sang
- Keith Potger, (født 2. marts 1941) tolvstrenget guitar, banjo, sang
- Bruce Woodley, (født 25. juli 1942) guitar, mandolin, banjo, sang

## Diskografi

### Studiealbums
- Introducing the Seekers (W & G, 1963)
- The Seekers (also known as Roving with the Seekers) (W & G, 1964)
- Hide & Seekers (also known as The Four and Only Seekers) (W & G, 1964)
- A World of Our Own (also known as The Seekers) (Columbia, 1965)
- Come the Day (also known as Georgy Girl) (Columbia, 1966)
- Seekers Seen in Green (Columbia, 1967)
- The Seekers (Astor, 1975)
- Giving and Taking (Astor, 1976)
- A Little Bit of Country (Hammard, 1980)
- Live On (1989)
- Future Road (EMI, 1997)
- Morningtown Ride to Christmas (2001)
- Back To Our Roots [as The Original Seekers] (2019)

### Livealbums
- Live at the Talk of the Town (Columbia, 1968) UK: 2
- 25 Year Reunion Celebration (with Judith Durham) (1993) AUS: 9, UK: 93
- 1968 BBC Farewell Spectacular (1999) AUS: 12
- Night of Nights... Live! (2002) AUS: 26
- Farewell (2019) AUS: 3
- The Carnival of Hits Tour 2000 (Reissue of Night of Nights... Live!) (2019)
- Live in the UK (2021)

### Opsamlingsalbum
- The Seekers Sing Their Big Hits (1965) AUS: 3
- Introducing the Seekers Big Hits (1967) AUS: 5
- The Seekers' Greatest Hits (1968) AUS: 1
- The Best of The Seekers (1968) UK: 1
- The Carnival is Over (1969) AUS: 17
- Something Old/ Something New (1984) AUS 55
- The Silver Jubilee Album (1993) AUS: 3
- A Carnival of Hits (1994) UK:7
- Greatest Hits (2009) UK: 34, AUS: 31
- The Golden Jubilee Album (2012) AUS: 10
- Hidden Treasures - Volume 1 (2020) AUS: 21
- Hidden Treasures – Volume 2 (2020) AUS: 56

### Bokssæt
- The Seekers Complete [5CD] (1995) AUS: 17
- Treasure Chest [3CD] (1997) AUS: 7
- All Bound for Morningtown [4CD] (2009) NZ: 36